# ClanBase
ClanBase (CB) war eine Liga für die E-Sport-Szene, um Mannschaftsspiele (Clanwars) oder Pokalspiele zwischen Clans oder Nationalmannschaften zu bestreiten. Die CB wurde im Oktober 1998 als niederländische Quake-II-Rangliste (Ladder) gegründet. Die Liga fand schnell Anklang im Internet und wuchs mit 1,8 Millionen Spielern und 180.000 teilnehmenden Clans in über 50 verschiedenen Spielen zu einer der beliebtesten Ligen der Welt.
Seit 2002 musste die CB mit einem Rückgang der aktiven Nutzer kämpfen. 2004 übernahm die Global Gaming League (GGL) die ClanBase. Seit dem 1. Dezember 2013 ist die Website der ClanBase nicht mehr erreichbar. Mittlerweile wurde in einer offiziellen Stellungnahme der freiwilligen ClanBase-Mitarbeiter das Ende der Liga aufgrund finanzieller Schwierigkeiten verkündet. Eine Äußerung des Besitzers der ClanBase – die GGL bzw. Professional Interactive Entertainment, Inc. – erfolgte bislang nicht.

## Struktur
Die Clanbase gliederte sich in zwei Hauptkomponenten: 

- Pokale (Cups) 
  - EuroCup (Europäische Topclans traten gegeneinander an)
  - NationsCup (Nationalmannschaften traten gegeneinander an)
  - OpenCup (Jeder konnte teilnehmen)

- Ranglisten (Ladders)

Die Ranglisten basierten auf dem Elo-System, wobei von dem Ersten der jeweiligen Ladder angenommen wurde, dass er unendlich viele Punkte besaß. Allerdings konnte der Erstplatzierte von den Plätzen 2–5 herausgefordert werden und war verpflichtet, diese Herausforderung anzunehmen. Falls der Erstplatzierte verlor, war der Herausforderer führend in der Ladder.
Sowohl Cups als auch Ladders wurden für verschiedene Onlinespiele ausgerichtet. Bei den Ladders gab es innerhalb des jeweiligen Spiels neben einer europäischen Ladder auch nationale Ranglisten, die für einige Spiele nochmals nach der Anzahl der teilnehmenden Spieler weiter untergliedert waren.
Die Teilnahme an der Clanbase erforderte eine kostenlose Anmeldung. Für die Organisation der Spiele innerhalb der Ladders war der jeweilige Clan selbst verantwortlich, das heißt, er suchte sich Gegner aus der Rangliste oder nahm Herausforderungen (challenges) anderer Clans an. Es bestand nur die Verpflichtung, mindestens ein Punktspiel pro Monat zu absolvieren, ansonsten wurde das Team in den Schlafmodus (hibernating) versetzt, womit es alle bislang erzielten Punkte verlor und aus der Rangliste entfernt wurde.